# Pierre Ketel
Pierre Ketel  (Diever, gedoopt 10 september 1704 - 1737) was een Nederlandse schulte.

## Leven en werk
Ketel is een zoon van de schulte van Diever Richard Ketel en Annechijen Tingen. Toen zijn vader voor maart 1713 overleed was hij 8 jaar. Hij werd door Eigenerfden en Ridderschap van Drenthe aangesteld als zijn opvolger als schulte van Diever. Vanwege zijn minderjarigheid werd zijn oom Lambert Wijnties tot 1724 benoemd als verwalter (plaatsvervanger). Vanaf die tijd tot 1737, het jaar van zijn overlijden, fungeerde Ketel zelfstandig als schulte van Diever. De schulte van Diever was een bannerschulte, dat wil zeggen hoofdschulte voor het Dieverderdingspel.
Ketel woonde in Diever in het schultehuis, dat in 1604 door zijn voorvader Berend Ketel, eveneens schulte aldaar, gebouwd was. Het schultehuis werd door zes leden van de familie Ketel daadwerkelijk als schultewoning gebruikt. Het gebouw is thans een rijksmonument in het bezit van Het Drentse Landschap en vormt het onderkomen van het Archeologisch Centrum West-Drenthe.